# Eischoll
Eischoll (walsertyska: Eyschol) är en ort och kommun i distriktet Westlich Raron i kantonen Valais, Schweiz. Kommunen har 453 invånare (2023).